# Husbyån, Norrtälje kommun
Husbyån i Norrtälje kommun är en å som rinner från Gavel-Långsjön till Lommaren. Den passerar Skedviken och Syningen.